# Benjamin Matlack Everhart
Benjamin Matlack Everhart (* 24. April 1818 in der Nähe von West Chester, Pennsylvania; † 22. September 1904 ebenda) war ein US-amerikanischer Mykologe. Sein botanisches Autorenkürzel lautet „Everh.“

## Leben
Everharts Vater, William Everhart, war ein Kaufmann und von 1853 bis 1855 Mitglied des US-Repräsentantenhauses. Everhart wurde in West Chester an Privatschulen ausgebildet und baute sich als Kaufmann ein bescheidenes Vermögen auf, indem er Geschäfte in West Chester und Charleston betrieb.
Von seiner Jugend an war er ein passionierter Botaniker und widmete sich dieser Passion vollständig, nachdem er 1867 seine Geschäfte beendete. Vor allem beschäftigte er sich mit der Botanik der Kryptogamen. In Zusammenarbeit mit Job Bicknell Ellis aus New Jersey veröffentlichte er jährlich 50 Bände des Werkes The Century of North American Fungi, wobei jeder Band 100 Spezies beschrieb. Zeitgleich veröffentlichte er zusammen mit William A. Kellerman aus Kansas das Journal of Mycology.
Sein Bruder James Bowen Everhart war ebenfalls Mitglied des Kongresses.

## Everhartia
Everhart beschrieb viele Pilzarten neu. Die Gattung Everhartia wurde ihm zur Ehre benannt, ebenso wie folgende Arten:
- Everhartia hymenuloides Sacc. et Ellis
- Melanconis Everhartii Ellis
- Myrioccoccum Everhartii Ellis & Sacc.
- Ophionectria Everhartii Ellis & Gal.
- Mucronoporus Everhartii Ellis & Gal.
- Pestalozzia Everhartii Sacc. & Syd.
- Sorosporium Everhartii Ellis & Gal.
- Dothiorella Everhartii Sacc. & Syd.
- Gloeosporium Everhartii Sacc. & Syd.
- Myxosporium Everhartii Sacc. & Syd.
- Phyllosticta Everhartii Sacc. & Syd.
- Physalospora Everhartii Sacc. & Syd.
- Septoria Everhartii Sacc. & Syd.

## Werke (Auswahl)
- mit J. B. Ellis: New Species of Fungi from Various Localities. In: The Journal of Mycology. Band 4, Nr. 1, 1. Januar 1888, doi:10.2307/3752826.
- mit Job Bicknell Ellis: The North American Pyrenomycetes. A contribution to mycologic botany. Ellis & Everhart, Newfield, N.J. 1892, OCLC 1547291.
- Everhart, Benjamin Matlack. In: James Grant Wilson, John Fiske (Hrsg.): Appletons’ Cyclopædia of American Biography. Band 2: Crane – Grimshaw. D. Appleton and Company, New York 1887, S. 390 (englisch, Volltext [Wikisource]).